# SOHO
SOHO (engl. Solar and Heliospheric Observatory) je letjelica koja istražuje Sunce, Sunčev sastav, te njegovo magnetsko polje, sunčev vjetar i baklje, te unutrašnjost Sunca (ispod korone).

## Lansiranje
SOHO je lansiran 2. listopada 1995. na raketi Atlas II-AS u 8:08 sati. Uz pomoć najvišeg stupnja rakete je postavljen u orbitu gotovo dva sata nakon lansiranja. Čak 4 mjeseca je SOHO putovao i namještao se u orbitu udaljenu 1,5 milijuna km od Zemlje. Misija SOHO-a završava u 2022. godini.

## Misija
Na orbiti na udaljenosti od 1,5 milijuna km od Zemlje, svemirski teleskop SOHO ima neometani pogled na Sunce tijekom cijele godine. Soho svaki dan šalje oko 300 slika. Iz SOHO-ovih istraživanja znanstvenici uče o Sunčevoj prirodi.
SOHO se giba zajedno sa Zemljom oko Sunca. Zbog udaljenosti od Zemlje, kombinacija gravitacija Zemlje i Sunca SOHO-a drže uvijek da može snimati Sunce. SOHO je još jedna letjelica koja je nastala suradnjom ESA-e i NASA-e. Od 12 instrumenata smještenih na SOHO-u, 9 pripada ESA-i, a 3 NASA-i. Više od 1500 znanstvenika iz 20 zemalja je uključeno u rad SOHO-a i njegova istraživanja. SOHO-ov istraživački smjer je od vidljivog dijela Sunca i površine (gdje svaki dan viđa eksplozije i oluje) pa sve do unutrašnjosti i jezgre Sunca.

## Letjelica
Puno ime misije je Solar Heliospheric Observatory – kraće SOHO. On je stabiliziran u sve tri osi. Sastavljen je od dva modula : servisni modul na kojem su smještene kontrole energije, komunikacija i položaja, i modula na kojem su smješteni svi instrumenti. Dimenzije letjelice su 3,65 x 3,65 m, a sa solarnim ćelijama 9,5 metara. Ukupna masa letjelice je 1850 kg, a 610 otpada na instrumente.
| Instrumenti na SOHO-u | Instrumenti na SOHO-u                                      | Instrumenti na SOHO-u                                                        |
| Instrument            | Puno ime                                                   | Sagrađen u                                                                   |
| --------------------- | ---------------------------------------------------------- | ---------------------------------------------------------------------------- |
| CDS                   | Coronal Diagnostics Spectrometer                           | Rutherford Appleton Laboratory, Ujedinjeno Kraljevstvo                       |
| CELIAS                | Charge, Element, and Isotope Analysis System               | Švicarska                                                                    |
| COSTEP                | Comprehensive Suprathermal and Energetic Particle Analyzer | University of Kiel, Njemačka                                                 |
| EIT                   | Extreme ultraviolet Imaging Telescope                      | NASA/Goddard Space Flight Center, USA                                        |
| ERNE                  | Energetic and Relativistic Nuclei and Electron experiment  | University of Turku, Finska                                                  |
| GOLF                  | Global Oscillations at Low Frequencies                     | Institut d'Astrophysique Spatiale, Francuska                                 |
| LASCO                 | Large Angle and Spectrometric Coronagraph                  | Naval Research Laboratory, USA, Max-Planck-Institut fÃ¼r Aeronomie, Njemačka |
| MDI/SOI               | Michelson Doppler Imager/Solar Oscillations Investigation  | Stanford University, USA                                                     |
| SUMER                 | Solar Ultraviolet Measurements of Emitted Radiation        | Max-Planck-Institut fÃ¼r Aeronomie, Njemačka, USA                            |
| SWAN                  | Solar Wind Anisotropies                                    | FMI, Finska, Service d'Aeronomie, Francuska                                  |
| UVCS                  | Ultraviolet Coronagraph Spectrometer                       | Harvard-Smithsonian Center for Astrophysics, USA                             |
| VIRGO                 | Variability of Solar Irradiance and Gravity Oscillations   | ESA/ESTEC, Nizozemska                                                        |